# Jardín Botánico de Palermo
El Jardín Botánico de Palermo (en italiano, Orto Botanico di Palermo o también como Orto Botanico dell'Università di Palermo) se encuentra en la ciudad de Palermo en la isla italiana de Sicilia. 
El jardín botánico con una extensión de unas 10 hectáreas, es una institución didáctico-científica del Departamento de Ciencia Botánica de la Universidad de Palermo. 
El código de identificación internacional de "Orto Botanico dell'Università di Palermo" como miembro del Botanic Gardens Conservation International (BGCI), así como las siglas de su herbario es PAL.

## Localización
Orto Botanico dell'Università di Palermo Via Lincoln 2, I-90133 Palermo, Sicilia Italia.
Planos y vistas satelitales.38°06′48.39″N 13°22′21.68″E / 38.1134417, 13.3726889
Está abierto de lunes a viernes.

## Historia

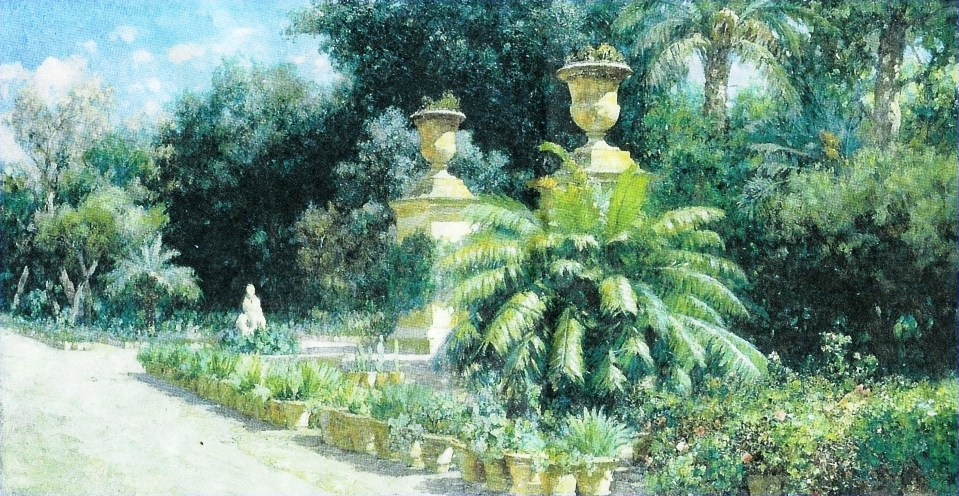
L'Orto botanico di Palermo, por Francesco Lojacono (1838-1915).

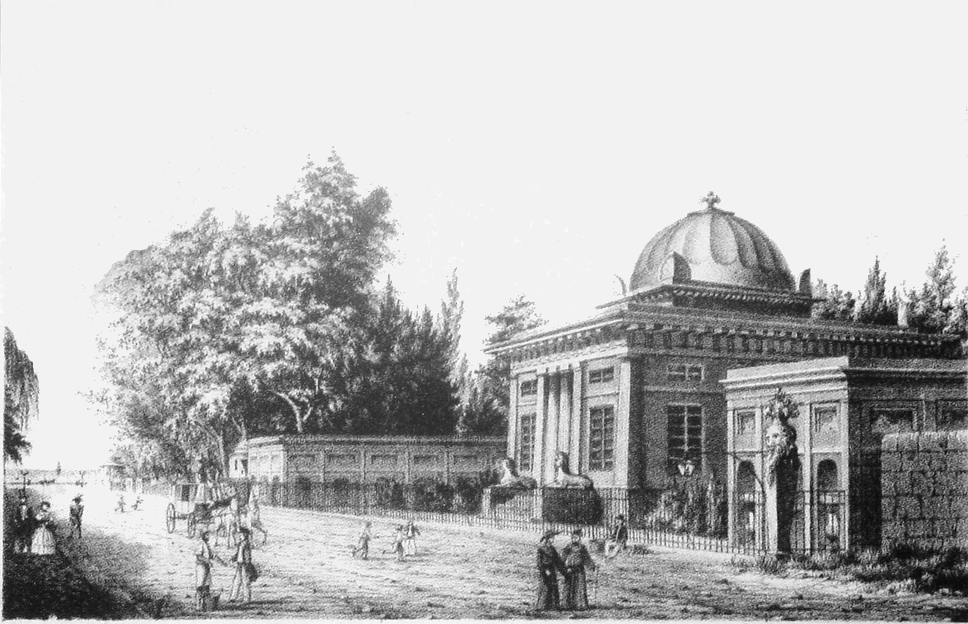
Palermo - vista histórica del jardín botánico.

Su origen se remonta al 1779, año en el que l'Accademia dei Regi Studi instituye la cátedra de "Botanica e Materia medica" y se le asigna un modesto trozo de terreno para acondicionar un pequeño jardín botánico dedicado al cultivo de plantas medicinales útiles para la enseñanza y la salud pública.
Este primer jardín bien pronto se reveló insuficiente para las necesidades y en el 1786 se decide de transferirlo a lo que es su sede actual, situado en el Llano de San Erasmo, en la época tristemente famoso en cuanto a ser el lugar de ajusticiamientos de la Santa Inquisición. En el 1789 se inicia la construcción del cuerpo principal del edificio del jardín, en estilo neoclásico. Está constituido de un edificio central, el Gymnasium, y de dos cuerpos laterales, el Tepidarium y el Calidarium, proyectado por el arquitecto francés Léon Dufourny, a quien se debe el diseño de las plantaciones de la porción más antigua del Jardín, próxima al Gimnasyum, un esquema rectangular, subdividido en cuatro paralelogramos, en los que las especies se encuentran dispuestas según el sistema de clasificación de Carlos Linneo. El "nuovo Orto" fue inaugurado en el 1795; en los años siguientes se fue acrecentando, con el Acquarium (1798), un gran estanque en el que prosperan numerosas especies de plantas acuáticas, y con la serra Maria Carolina, 1823. El gran Ficus magnolioides, que constituye el símbolo del jardín moderno, fue importado de la Isla Norfolk (Australia), en 1845. La extensión actual, de unas 10 hectáreas, se debió a una ampliación en el 1892. En 1985 el jardín pasó a ser un Departamento de los estudios de Botánica de la Universidad de Palermo.

### Cronología de los Directores del Jardín
| - 1795-1812 Giuseppe Tineo - 1814-1856 Vincenzo Tineo - 1856-1892 Agostino Todaro - 1892-1921 Antonino Borzì - 1921-1923 Domenico Lanza | - 1923-1928 Luigi Buscalioni - 1928-1939 Luigi Montemartini - 1939-1968 Francesco Bruno - 1968-1971 Antonino De Leo - 1971-1976 Vittorio Camarrone | - 1976-1990 Andrea Di Martino - 1990-1996 Francesco Maria Raimondo - 1996-1998 Andrea Di Martino - 1998-2003 Salvatore Trapani - 2003- ... Francesco Maria Raimondo |

## Estructura y colecciones

### Gymnasium, Calidarium y Tepidarium
De frente a la cancela de entrada está el edificio central en estilo neoclásico del Gymnasium, que originalmente era la sede de la Schola Regia Botanice, del Herbarium, de la Biblioteca y de la vivienda de Director.
Junto al Gymnasium dos edificios menores dispuestos simétricamente. Estos se denominan ahora como el Calidarium y el Tepidarium porque originalmente albergaban plantas de climas cálidos y tde climas templados respectivamente. 

### El sistema lineano
En el sector más antiguo del jardín, diseñado según un esquema rectangular, con subdivisiones de cuatro paralelogramos, en los que a su vez se subdividen en lechos de siembra cuadrados, donde las plantas se disponen siguiendo la clasificación lineana. Las plantaciones originales de este sector se han modificado con el tiempo, debido a que algunas de las plantas originales que tenían un mayor desarrollo ahogaban a otras próximas.

### El Aquarium y los otros estanques

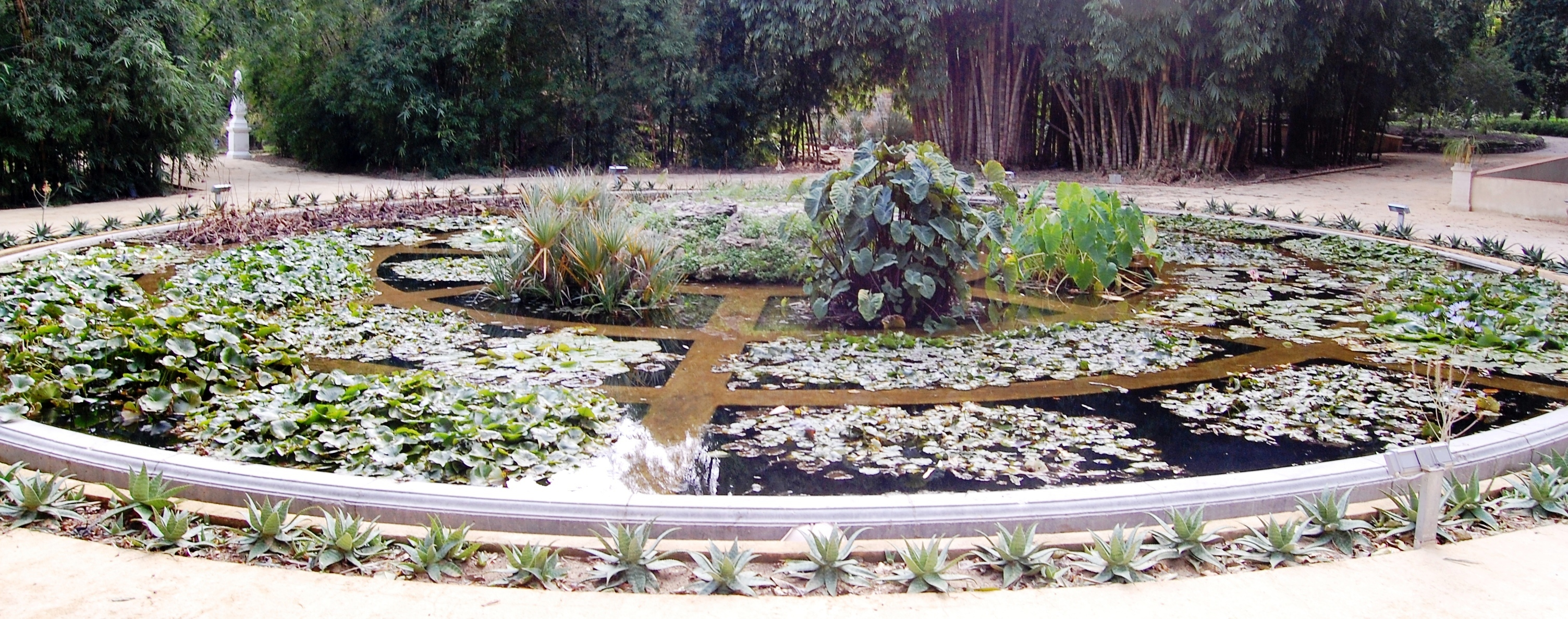
Aquarium

Al fondo del paseo central, se encuentra el Aquarium, un gran estanque circular subdividido en 24 compartimentos, que se obtienen repartiendo radialmente tres sectores concéntricos en 8 partes, que albergan numerosas especies acuáticas.
A pocos metros del Aquarium se encuentra el laghetto, otro estanque amplio en el que las plantas se disponen de un modo informal. Otras piezas de agua se encuentran dentro de los cuadrados Lineanos.

### El invernadero
El jardín ha ido acrecentando con el tiempo una serie de invernaderos (serras), que actualmente suman unos 1300 mq. 
El más antiguo de estos es la serra Maria Carolina, donación de la reina Maria Carolina de Austria, denominado como Giardino d'Inverno. Originalmente la estructura era en madera con un recubrimiento de estuco, en la segunda mitad siglo XIX se reconstruyó como una estructura metálica.
Otros invernaderos son:
- la serra delle succulente, con plantas de ambientes cálidos-áridos
- la serra sperimentale, que actualmente alberga bananos y papayas
- la serra della Regione, que alberga plantas de ambientes cálidos-húmedos
- la serra per il salvataggio delle succulente, anexa al Departamento de Ciencia Botánica
- la serra delle felci

### Ordenamiento bioecológico y geográfico
En este sector las plantas se agrupan según criterios geográficos y bioecológicos. Aquí nos encontramos el Giardino a succulente, constituido por numerosas especies de los ambientes áridos africanos, el Palmetum, el Cycadetum, y la collinetta mediterranea que alberga algunas especies de las más significativas de la flora espontánea mediterránea, contiene diversos endemismos y alguna rareza.

### Sector experimental y de las plantas útiles
En el sector experimental, situado en la espalda del Giardino d'Inverno, se cultivan plantas tropicales y subtropicales que son la base de experimentación y estudio de programas en marcha, entre las cuales se encuentra el algodón, cítricos, caña de azúcar, sorgo.
El sector de las esencias útiles, que se extiende por la vertiente sur del jardín, comprende una zona reservada a las plantas oficinales, textiles, de resina y goma, de aceite, de esencia y de corteza.

### El sector de Engler
Este sector denominado como nuevo sector, comprende la parte meridional del jardín, en el que se disponen las plantas según la clasificación de Engler. Las especies están repartidas en tres sectores, respectivamente dedicados a las gimnospermas, a las angiospermas dicotiledóneas y a las angiospermas monocotiledóneas.

### El Herbarium
El moderno Herbarium mediterraneum, se encuentra albergado en algunos edificios restaurados dispersos por el jardín, y se extiende por una superficie de unos 6000 metros cuadrados.
El cuerpo principal de la colección está constituido por el Erbario Siculo y por el Erbario Generale del Departamento de Ciencia Botánica, estimado respectivamente en torno a los 50.000 y 200.000 especímenes; de este último cerca de un cuarto es de procedencia mediterránea. 
El material extrasiciliano está constituido de colecciones provenientes de Portugal, España, Francia, Córcega, Cerdeña, Grecia, Creta, Chipre, Argelia y Egipto.
Comprende unas 2000 algas, 1600 líquenes, 4700 briofitas y un millar de micetos.

### El banco de germoplasma
El banco de germoplasma, se inició en 1993, se inscribe en el contexto de un proyecto para la salvaguardia del patrimonio genético de la flora del área mediterránea.
La función específica del banco es la conservación ex situ a corto y a largo plazo, de las semillas de las especies endémicas, raras, o amenazadas. Las semillas de las plantas, una vez recogidas y catalogadas, son tratadas de modo adecuado y conservadas en ampollas de vidrio, a disposición de las instituciones para su intercambio. Las semillas que se conservan, se prueban periódicamente para comprobar su capacidad de germinación y de viabilidad. 
El banco forma parte de la red RIBES  (Rete Italiana delle Banche per la conservazione Ex-Situ del germoplasma).

## Especies presentes

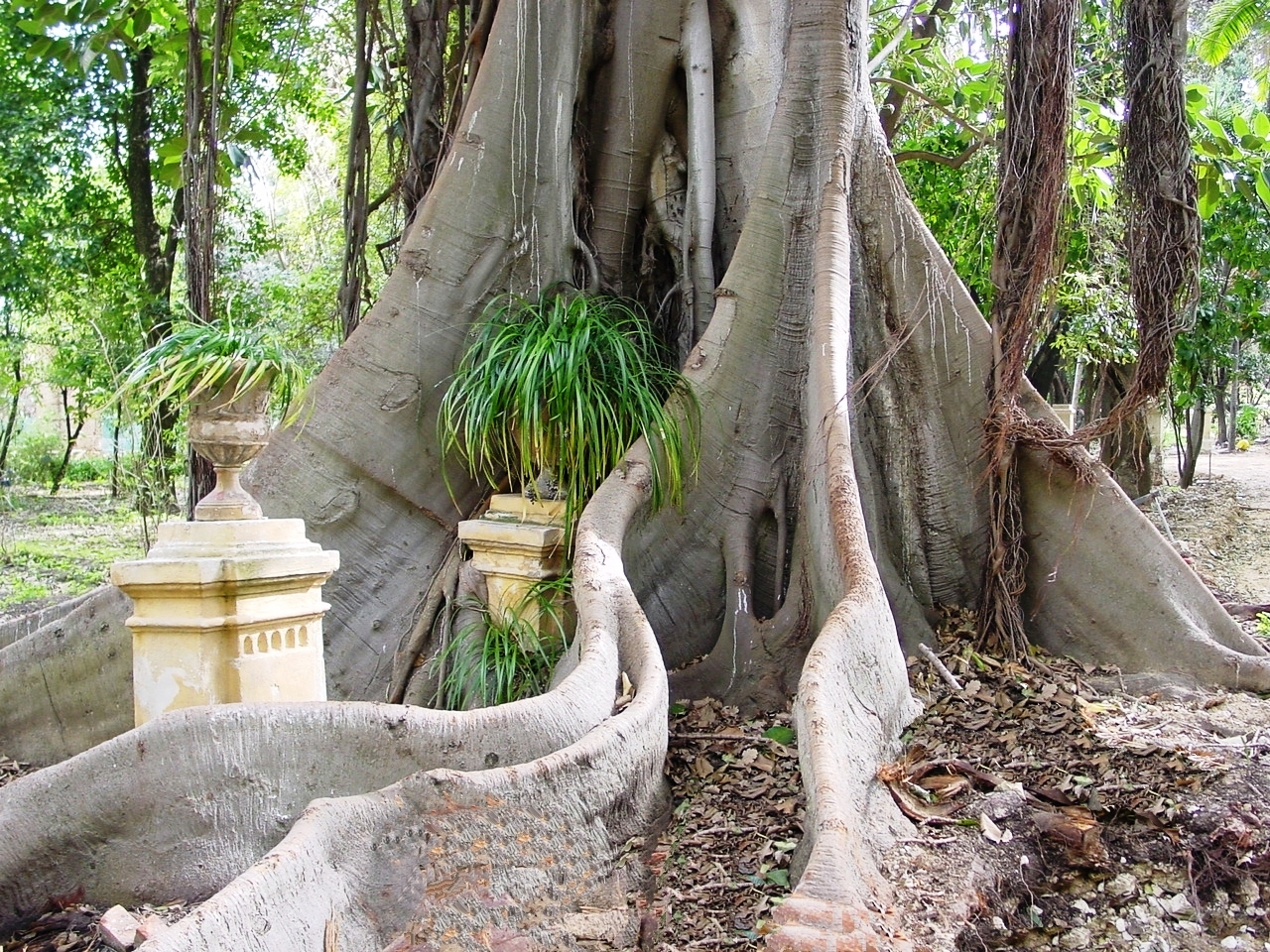
Raíces laoconticas del Ficus macrophylla

El "Orto botanico di Palermo" alberga actualmente unas 12.000 especies diferentes.
Creado en una época de grandes exploraciones, el jardín botánico de Palermo tras la segunda mitad del 1800, y los primeros decenios del 1900, se encontró en el punto de mira de todos los grandes jardines botánicos del norte de Europa que, a causa de su clima favorable, trasfirieron a este muchas de sus especies aún no bien clasificadas, ni conocidas en sus preferencias climáticas, de la flora exótica tropical. Extremamente importante en este aspecto fue la colaboración con el Jardín Botánico de Berlín, bajo la dirección de Adolf Engler, que transfirió numerosas especies exóticas asiáticas, africanas, australianas y suramericanas.
Al Jardín Botánico de Palermo se debe, por ejemplo, la introducción en el área mediterránea del mandarino (Citrus deliciosa) y del nispelo del Japón (Eriobotrya japonica).
La primitiva plantación linneana comprendía 1580 especies diferentes, 658 de las cuales se encuentran actualmente. De estos merece resaltar especialmente un gran ejemplar de Ginkgo biloba. 

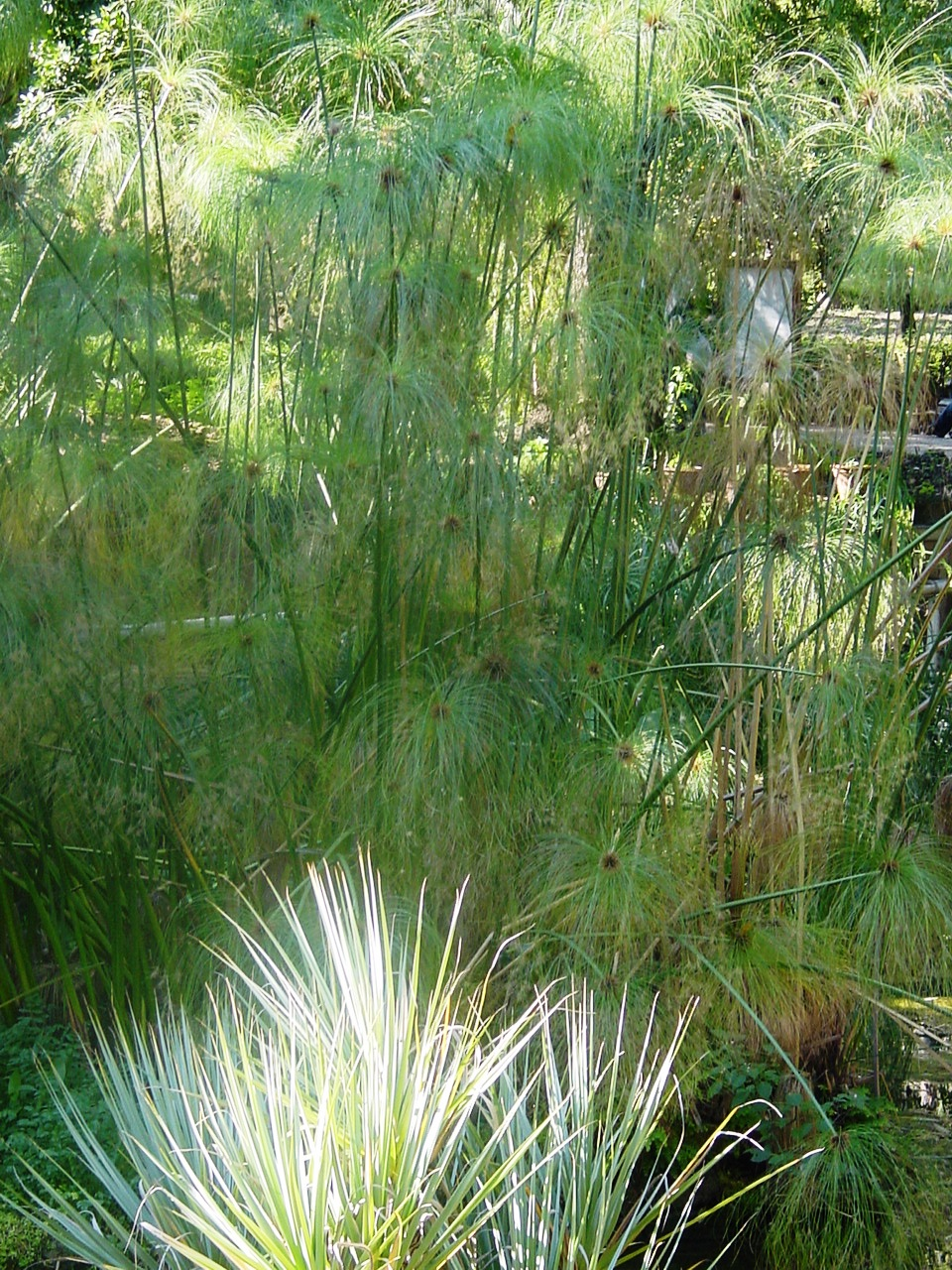
Estanque de los papiros.

En el'Aquarium se encuentran varias especies de ninfeas, entre las cuales Nymphaea alba, N. tuberosa, del híbrido Nymphaea × marliacea, de la vistosa flor multicolor, Nuphar lutea y la flor de loto Nelumbo nucifera. En la parte más al interior se pueden encontrar Alocasia sp., Colocasia sp., Zantedeschia sp., mientras que en el vecino espejo de agua, el denominado "laghetto", prospera el papiro egipcio (Cyperus papyrus) y otras ciperacee entre las cuales, el Scirpus lacustris y el Cyperus alternifolius. 
A poca distancia crecen varias especies de bambú y a la derecha sobre una colina artificial, sobresale un notable ejemplar de drago (Dracaena draco). Al fondo se encuentra la planta más alta del jardín, una vetusta Araucaria columnaris, y la más grande, un gigantesco ejemplar de Ficus magnolioides (Ficus macrophylla subsp. columnaris) con grandes raíces tabulares y columnares, importado de la Isla Norfolk (Nueva Zelanda), en el 1845.
El jardín de suculentas del área del ordenamiento bioecológico hospeda numerosas especies del género Aloe y varias otras plantas de los ambientes áridos entre los cuales Cereus, Crassula, Euphorbia y Opuntia. Al lado de la colección de suculentas, un gran ejemplar de Ficus rubiginosa dando lugar a un ambiente que recuerda a la jungla. 
En el área del Cycadetum se encuentran algunas especies de Cycadales que se pueden definir como históricas. Entre ellas la Cycas revoluta, una donación de la reina [María Carolina de Austria (1752-1814)|[Maria Carolina]] en el 1793, fue el primer ejemplar de esta especie exhibido en Europa. En periodos sucesivos fueron adquiridas las zamiacee Ceratozamia mexicana y Dioon edule, ambas mexicanas, y la Cycas circinalis, elegante especie de la península india. En el 1997 la colección se ha visto enriquecida gracias a la adquisición de diversos ejemplares de gran valor, el Dioon spinulosum, Encephalartos altensteinii, Encephalartos longifolius, Encephalartos villosus, Macrozamia moorei y Zamia furfuracea.

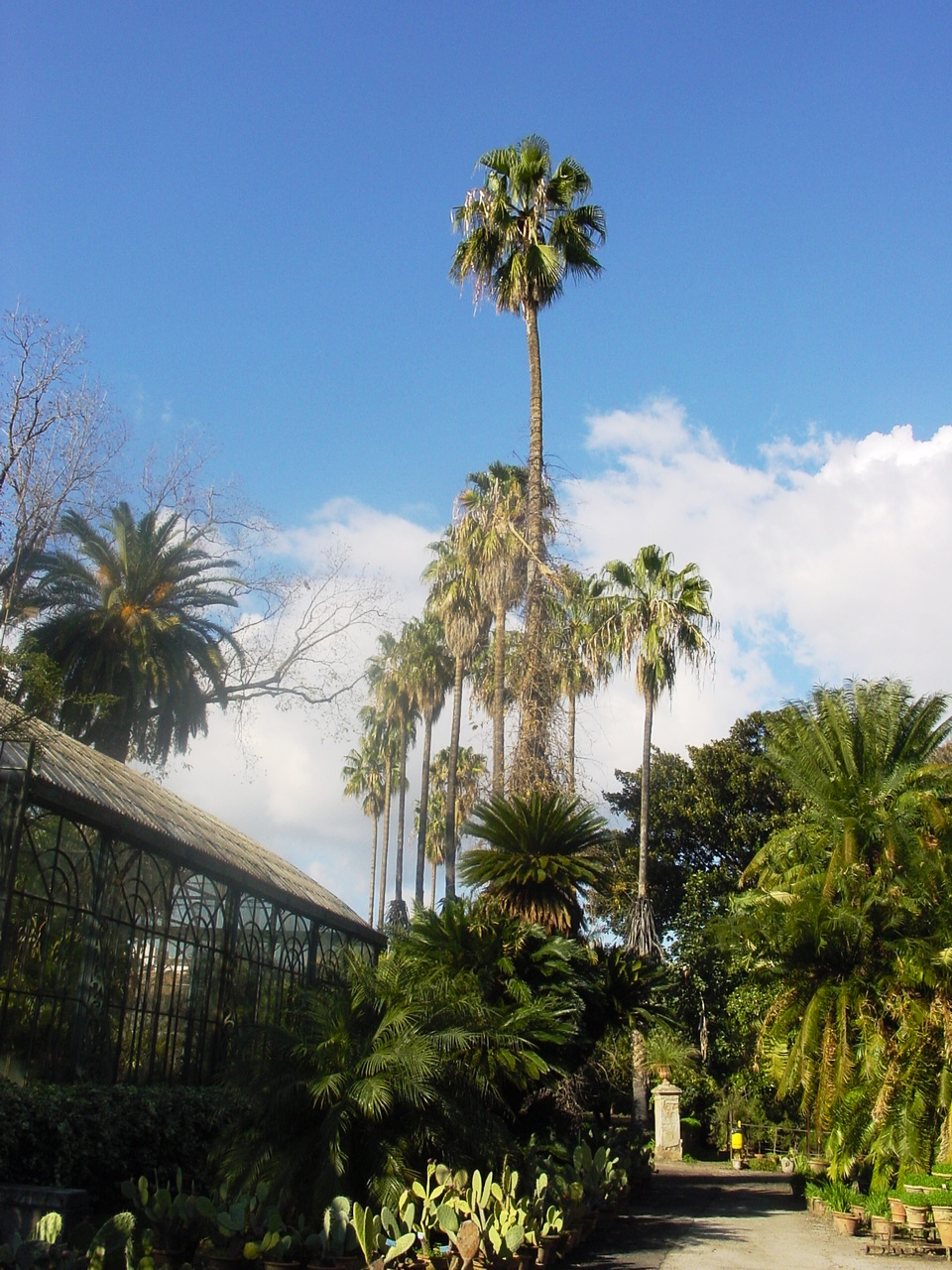
Washingtonia filifera

En el área del Palmetum se encuentra la Chamaerops humilis, única palma espontánea en Sicilia, y numerosas palmeras exóticas, de las que el jardín es particularmente rico, pudiéndose encontrar los ejemplares en plena tierra o en maceta, unos 34 géneros y unas 80 especies. El género Washingtonia está representado con la W. filifera, y la W. robusta. Del género Phoenix, la "palma de dátiles" (Phoenix dactylifera) figurando además P. rupicola, P. reclinata, P. canariensis, P. roebelinii y P. teophrastii. Están presentes numerosos otros géneros: Chamaedorea, Brahea, Sabal, Erythea, Livistona, Howea y Trachycarpus.
El Jardín de Invierno alberga numerosas especies provenientes de las regiones cálidas de África, América Central, Sudamérica, Asia e Australia. Se pueden citar la planta del cafè (Coffea arabica), la papaya (Carica papaya), numerosas especies de Bougainvillea , la canela (Cinnamomum ceylanicum), la parmentiera (Parmentiera cereifera) y la mimosa sensitiva (Mimosa spegazzinii). En la serra della Regione, se cultiva en maceta la Palma del viajero (Ravenala madagascariensis) y varias especies de Anthurium, Codiaeum, Pandanus y otras plantas propias de climas cálido-húmedo tropical ecuatorial. Junto a estas en unos invernaderos pequeños respectivamente, orquídeas y planta carnívora. Junto a estas algún ejemplar de suculentas del invernadero homónimo, con ejemplares de Kroenleinia grusonii de dimensiones notables.
En el Sector Experimental y de las Plantas Útiles figuran plantas alimenticias como la cañaa de azúcar (Saccharum officinarum) y el sorgo azucarero (Sorghum saccharatum), ambas utilizadas en la obtención de azúcar; el aguacate (Persea americana), variedades cultivar del banano (Musa × paradisiaca, Musa cavendishi), la nuéz pecan (Carya olivaeformis), la rica colección de cítricos con un centenar de cultivares de notable valor histórico y de grand importancia para la conservación del germoplasma local. Merecen de mencionar las plantas medicinales entre las que figuran el ajenjo mayor (Artemisia absinthium), el estramonio común (Datura stramonium), el ginseng indiano (Withania somnifera), el alcanfor (Cinnamomum camphora) y la amapola del opio (Papaver somniferum).

## Curiosidades
El jardín botánico alberga desde hace unos años una decena de papagayos de la especie Psittacula krameri, procedentes de la vecina Villa Giulia y perfectamente adaptados en el hábitat subtropical del jardín.

## Información útil
El jardín se puede visitar en días festivos sábado y domingos.